# Kuodeveiskäidi
Kuodeveiskäidi är en kulle i Finland.   Den ligger i den ekonomiska regionen Norra Lappland och landskapet Lappland, i den norra delen av landet, 1 000 km norr om huvudstaden Helsingfors. Toppen på Kuodeveiskäidi är 333 meter över havet, eller 80 meter över den omgivande terrängen. Bredden vid basen är 2,3 km.
Terrängen runt Kuodeveiskäidi är huvudsakligen platt, men norrut är den kuperad.  Trakten runt Kuodeveiskäidi är nära nog obefolkad, med mindre än två invånare per kvadratkilometer. Det finns inga samhällen i närheten. Omgivningarna runt Kuodeveiskäidi är i huvudsak ett öppet busklandskap.